# Треугольник Паскаля

Первые 15 строк треугольника Паскаля

Треугольник Паскаля (арифметический треугольник) — бесконечная таблица биномиальных коэффициентов, имеющая треугольную форму. В этом треугольнике на вершине и по бокам стоят единицы. Каждое число равно сумме двух расположенных над ним чисел. Строки треугольника симметричны относительно вертикальной оси. В большей части западного мира она названа в честь французского математика Блеза Паскаля, хотя за многие столетия до него её изучали и другие математики в исламском мире, Индии, Китае, Германии и Италии. Числа, составляющие треугольник Паскаля, возникают естественным образом в алгебре, комбинаторике, теории вероятностей, математическом анализе, теории чисел.

## История

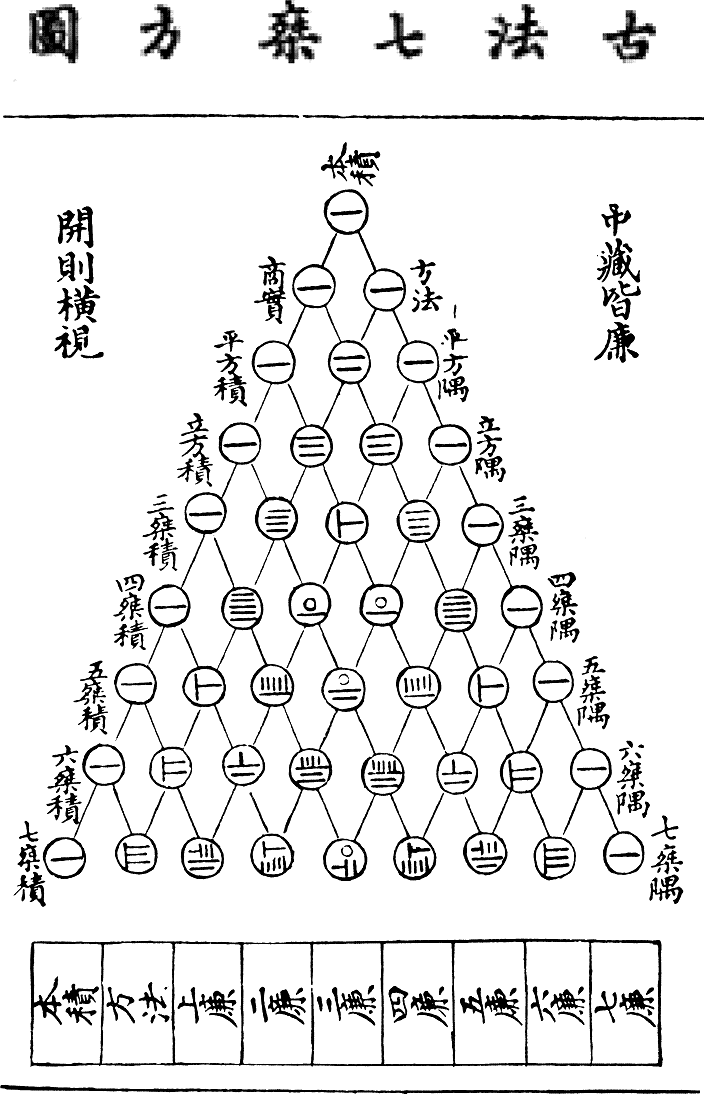
Треугольник Яна Хуэя в китайском средневековом манускрипте, 1303 год

Схема чисел, образующих арифметический треугольник, была известна задолго до времён Паскаля. 
Персидский математик Аль-Караджи (953–1029) написал ныне утерянную книгу, содержащую первую формулировку биномиальных коэффициентов и первое в истории описание треугольника Паскаля. Позднее треугольник также исследовался Омаром Хайямом около 1100 года, поэтому в Иране эту схему называют треугольником Хайяма (перс. مثلث خیام‎). С X по XVII век можно проследить непрерывное распространение знаний об арифметическом треугольнике в исламском мире. 
Упоминание треугольной последовательности биномиальных коэффициентов под названием meru-prastaara встречается также в комментарии индийского математика X века Халаюдхи к трудам другого математика, Пингалы. В 1303 году была выпущена книга «Яшмовое зеркало четырёх элементов» китайского математика Чжу Шицзе, в которой был изображен треугольник Паскаля на одной из иллюстраций; считается, что изобрёл его другой китайский математик, Ян Хуэй, поэтому в Китае его называют треугольником Яна Хуэя (кит. 杨辉三角; 楊輝三角).
В Италии треугольник Паскаля иногда называют треугольником Тартальи, поскольку Никколо Тарталья описал эту таблицу на сто лет раньше Паскаля. На титульном листе учебника арифметики, написанного в 1529 году Петером Апианом, астрономом из Ингольштадтского университета, также изображён треугольник Паскаля. А в 1665 году вышла книга Блеза Паскаля «Трактат об арифметическом треугольнике», которая была специально посвящена данной таблице и по содержательности опережала своих европейских предшественников. Позднее треугольник был назван в честь Паскаля Пьером Раймоном де Монмором (1708), который назвал его «таблицей сочетаний г-на Паскаля» (фр. table de M. Pascal pour les combinaisons), и Абрахамом де Муавром (1730), который назвал его «арифметическим треугольником Паскаля» (лат. Triangulum Arithmeticum PASCALIANUM), что стало основой современного западного названия.

## Обозначения и свойства
Биномиальные коэффициенты часто обозначаются {\displaystyle {\binom {n}{k}}} или {\displaystyle C_{n}^{k}} и читаются как «число сочетаний из n элементов по k».
- Числа треугольника симметричны (равны) относительно вертикальной оси.
- В строке с номером n (нумерация начинается с 0):
  - первое и последнее числа равны 1;
  - второе и предпоследнее числа равны n;
  - третье число равно треугольному числу {\displaystyle T_{n-1}={\frac {n(n-1)}{2}}}, что также равно сумме номеров предшествующих строк;
  - четвёртое число является тетраэдрическим;
  - m-е число (при нумерации с 0) равно биномиальному коэффициенту {\displaystyle C_{n}^{m}={\binom {n}{m}}={\frac {n!}{m!(n-m)!}}}.
- Сумма чисел восходящей диагонали, начинающейся с первого элемента (n − 1)-й строки, есть n-е число Фибоначчи:
{\displaystyle {\binom {n-1}{0}}+{\binom {n-2}{1}}+{\binom {n-3}{2}}+\ldots =F_{n}.}
- Если вычесть из центрального числа в строке с чётным номером соседнее число из той же строки, то получится число Каталана.
- Сумма чисел n-й строки треугольника Паскаля равна {\displaystyle 2^{n}}.
- Все числа в n-й строке, кроме единиц, делятся на число n тогда и только тогда, когда n является простым числом[13] (следствие теоремы Люка).
- Если в строке с нечётным номером сложить все числа с порядковыми номерами вида 3n, 3n + 1, 3n + 2, то первые две суммы будут равны, а третья на единицу меньше.
- Каждое число в треугольнике равно количеству способов добраться до него из вершины, перемещаясь либо вправо-вниз, либо влево-вниз.

## Выборочное вычисление значений
Существуют простые алгоритмы для вычисления всех элементов ряда или диагонали без предварительного расчёта всех остальных элементов предыдущих рядов или факториалов.
Чтобы рассчитать ряд {\displaystyle n} с элементами {\displaystyle {\tbinom {n}{0}},{\tbinom {n}{1}},\ldots ,{\tbinom {n}{n}}}, начните с {\displaystyle {\tbinom {n}{0}}=1}. Теперь, для каждого последующего элемента, рассчитайте его значение умножая предыдущий результат на дробь с постепенно меняющимися числителем и знаменателем:
{\displaystyle {n \choose k}={n \choose k-1}\times {\frac {n+1-k}{k}}.}
Например, для расчёта значений ряда номер 5, дроби будут иметь следующие значения  {\displaystyle {\tfrac {5}{1}}},  {\displaystyle {\tfrac {4}{2}}},  {\displaystyle {\tfrac {3}{3}}},  {\displaystyle {\tfrac {2}{4}}} и {\displaystyle {\tfrac {1}{5}}}, и следовательно элементы ряда  {\displaystyle {\tbinom {5}{0}}=1},   {\displaystyle {\tbinom {5}{1}}=1\times {\tfrac {5}{1}}=5},   {\displaystyle {\tbinom {5}{2}}=5\times {\tfrac {4}{2}}=10}, и так далее. (Оставшиеся элементы легко получить с помощью симметрии.)
Для расчёта элементов диагоналей {\displaystyle {\tbinom {n}{0}},{\tbinom {n+1}{1}},{\tbinom {n+2}{2}},\ldots ,} начните снова с  {\displaystyle {\tbinom {n}{0}}=1} и получите последующие элементы путём умножения на определённые дроби:
{\displaystyle {n+k \choose k}={n+k-1 \choose k-1}\times {\frac {n+k}{k}}.}
Например, для расчёта диагонали начиная с {\displaystyle {\tbinom {5}{0}}}, дроби будут следующими  {\displaystyle {\tfrac {6}{1}},{\tfrac {7}{2}},{\tfrac {8}{3}},\ldots }, и следовательно элементы получатся {\displaystyle {\tbinom {5}{0}}=1,{\tbinom {6}{1}}=1\times {\tfrac {6}{1}}=6,{\tbinom {7}{2}}=6\times {\tfrac {7}{2}}=21}, и так далее. По симметрии эти элементы равны {\displaystyle {\tbinom {5}{5}},{\tbinom {6}{5}},{\tbinom {7}{5}}}, и так далее.

## Цитаты
Треугольник Паскаля так прост, что выписать его сможет даже десятилетний ребёнок. В то же время он таит в себе неисчерпаемые сокровища и связывает воедино различные аспекты математики, не имеющие на первый взгляд между собой ничего общего. Столь необычные свойства позволяют считать треугольник Паскаля одной из наиболее изящных схем во всей математике.Мартин Гарднер